# Velleguindry-et-Levrecey
Velleguindry-et-Levrecey és un municipi francès situat al departament de l'Alt Saona i a la regió de Borgonya - Franc Comtat. L'any 2007 tenia 158 habitants.

## Demografia

### Població
El 2007 la població de fet de Velleguindry-et-Levrecey era de 158 persones. Hi havia 60 famílies, de les quals 12 eren unipersonals (12 homes vivint sols), 16 parelles sense fills, 28 parelles amb fills i 4 famílies monoparentals amb fills.
La població ha evolucionat segons el següent gràfic:
Habitants censats

### Habitatges
El 2007 hi havia 69 habitatges, 57 eren l'habitatge principal de la família, 3 eren segones residències i 9 estaven desocupats. 64 eren cases i 5 eren apartaments. Dels 57 habitatges principals, 46 estaven ocupats pels seus propietaris i 11 estaven llogats i ocupats pels llogaters; 1 tenia dues cambres, 6 en tenien tres, 13 en tenien quatre i 37 en tenien cinc o més. 49 habitatges disposaven pel capbaix d'una plaça de pàrquing. A 19 habitatges hi havia un automòbil i a 36 n'hi havia dos o més.

### Piràmide de població
La piràmide de població per edats i sexe el 2009 era:
| Homes | Edats   | Dones |
| ----- | ------- | ----- |
| 0     | 95 o +  | 0     |
| 0     | 90 a 94 | 0     |
| 0     | 85 a 89 | 0     |
| 0     | 80 a 84 | 0     |
| 4     | 75 a 79 | 4     |
| 0     | 70 a 74 | 0     |
| 0     | 65 a 69 | 0     |
| 8     | 60 a 64 | 4     |
| 4     | 55 a 59 | 0     |
| 16    | 50 a 54 | 8     |
| 0     | 45 a 49 | 8     |
| 4     | 40 a 44 | 4     |
| 4     | 35 a 39 | 8     |
| 8     | 30 a 34 | 0     |
| 8     | 25 a 29 | 4     |
| 8     | 20 a 24 | 12    |
| 0     | 15 a 19 | 8     |
| 0     | 10 a 14 | 8     |
| 4     | 5 a 9   | 0     |
| 4     | 0 a 4   | 0     |

## Economia
El 2007 la població en edat de treballar era de 112 persones, 78 eren actives i 34 eren inactives. De les 78 persones actives 74 estaven ocupades (39 homes i 35 dones) i 4 estaven aturades (2 homes i 2 dones). De les 34 persones inactives 15 estaven jubilades, 13 estaven estudiant i 6 estaven classificades com a «altres inactius».

### Ingressos
El 2009 a Velleguindry-et-Levrecey hi havia 58 unitats fiscals que integraven 168 persones, la mediana anual d'ingressos fiscals per persona era de 18.986 €.

### Activitats econòmiques
L'any 2000 a Velleguindry-et-Levrecey hi havia 3 explotacions agrícoles.

## Poblacions més properes
El següent diagrama mostra les poblacions més properes.